# Via dei Tribunali

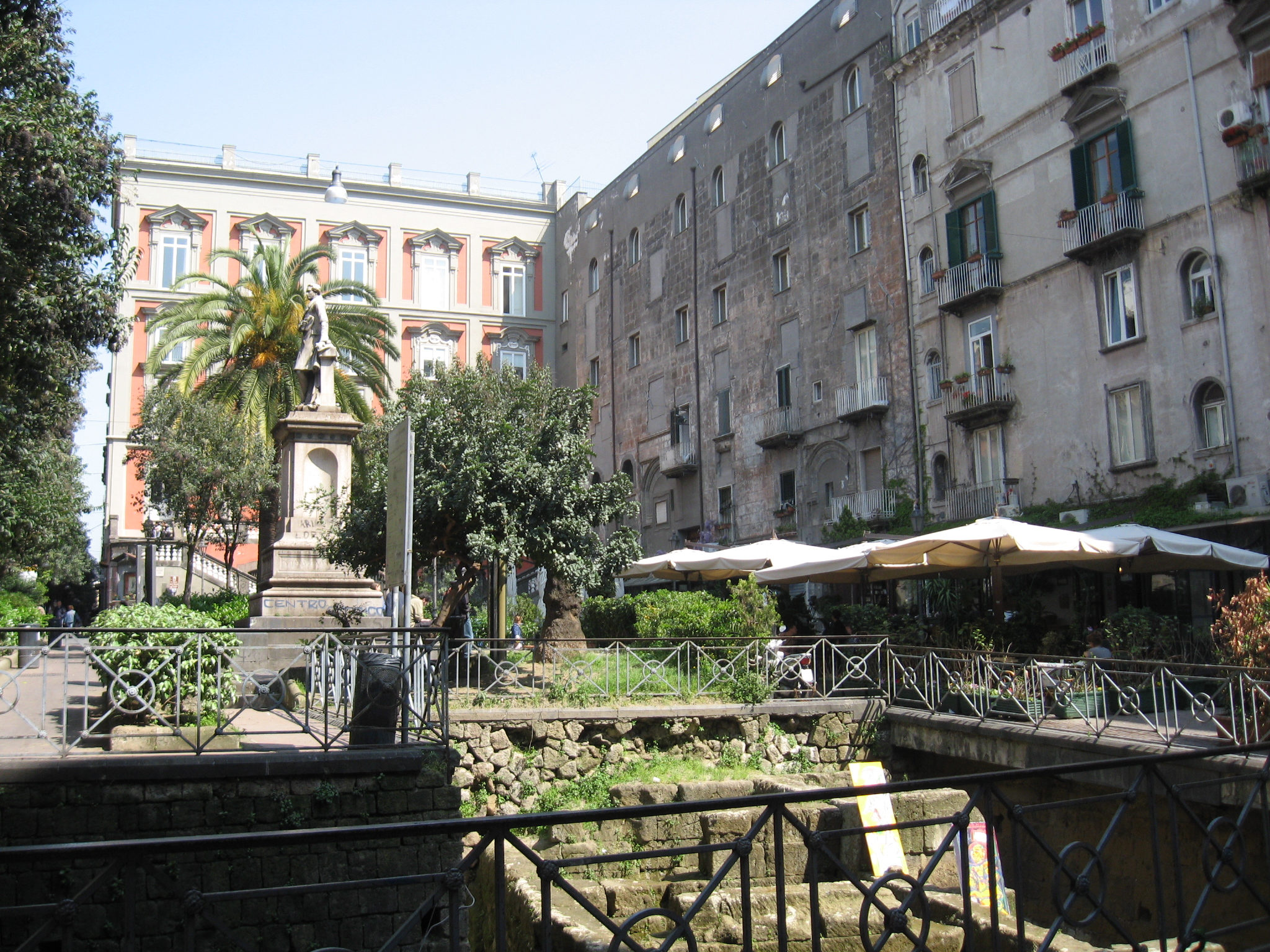
Las excavaciones arqueológicas de la Piazza Bellini, situadas al comienzo del decumano.

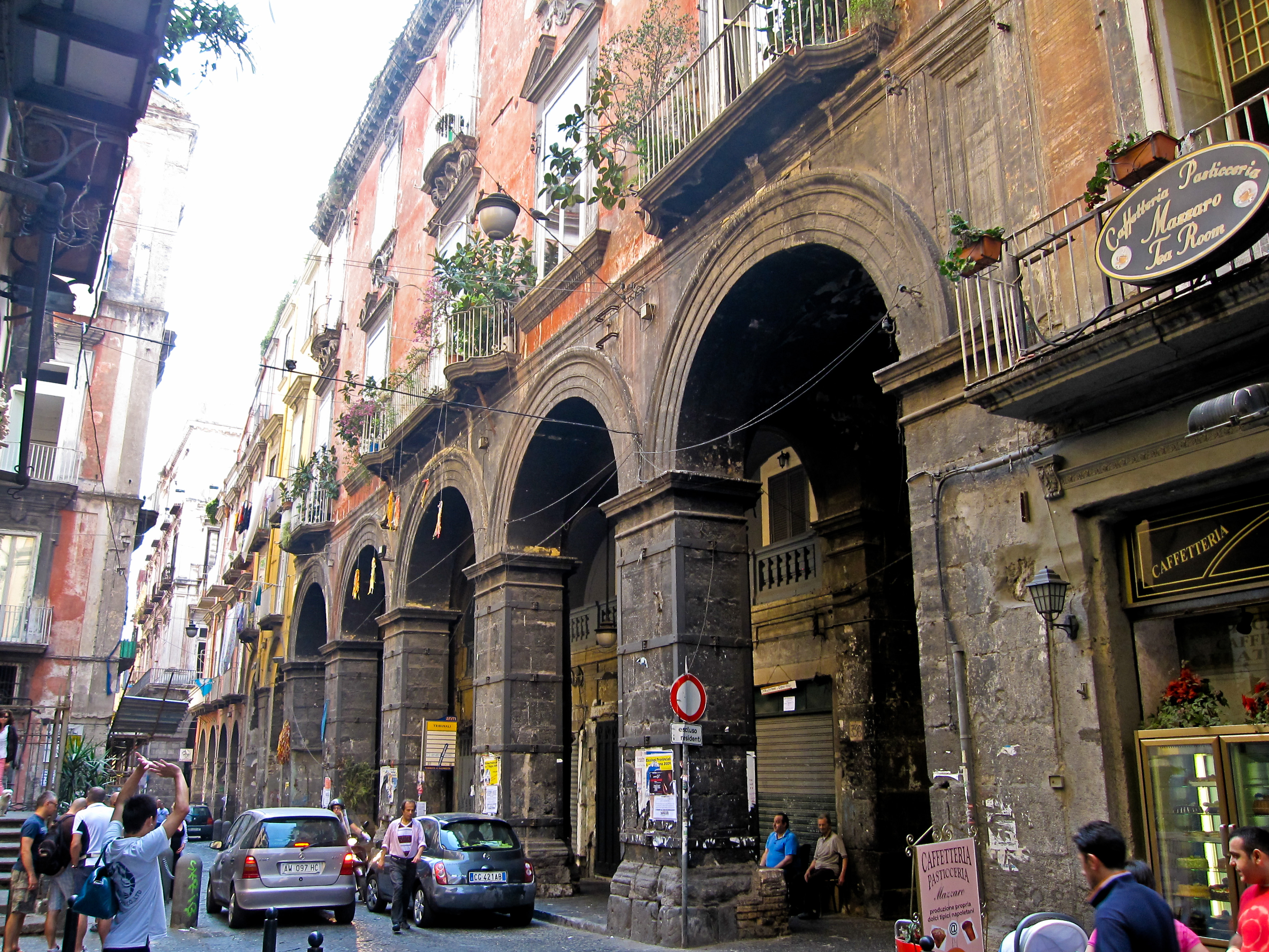
El pórtico del Palazzo Filippo di Valois en la Via dei Tribunali.

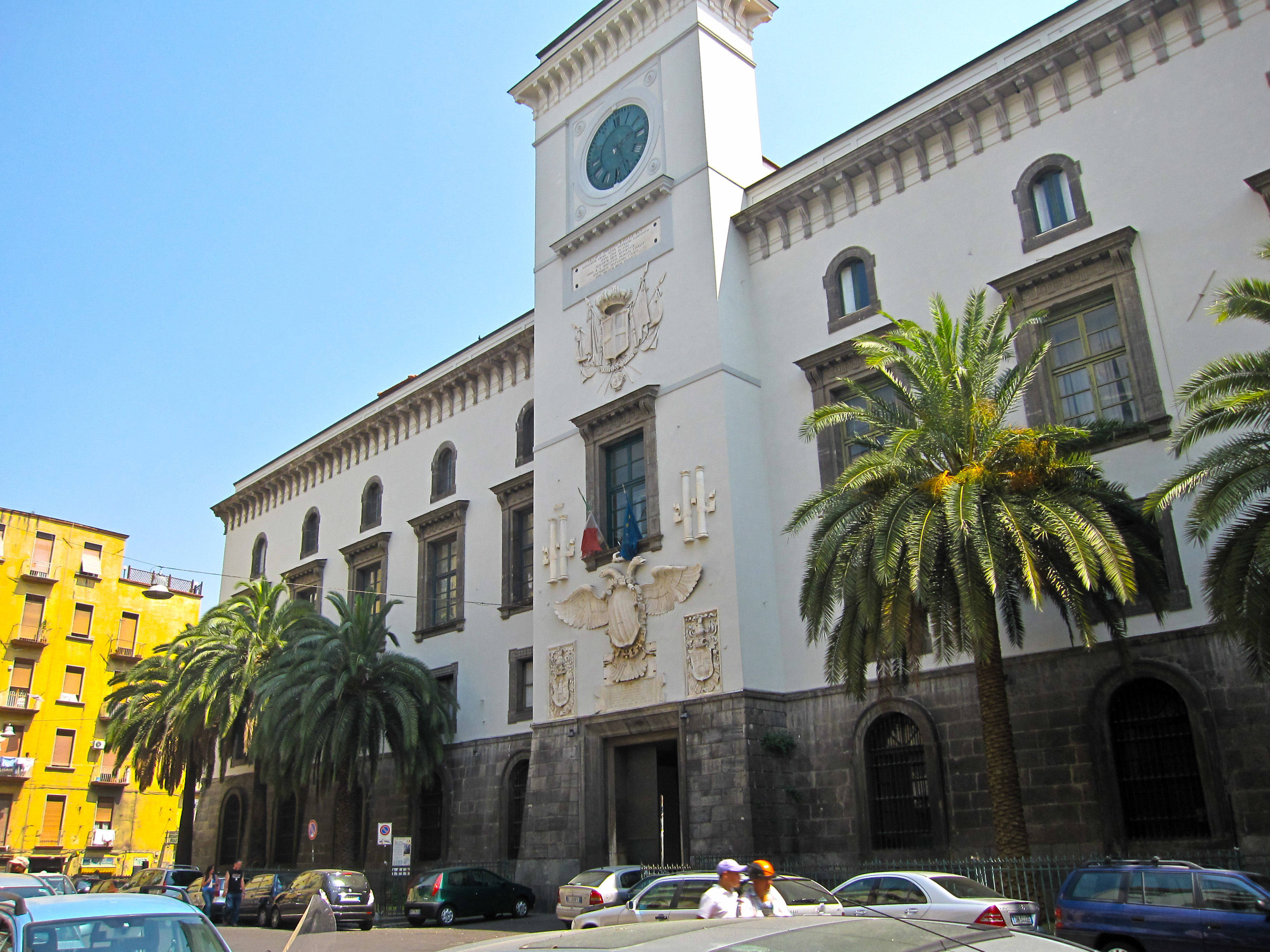
El Castel Capuano, situado al final de la calle.

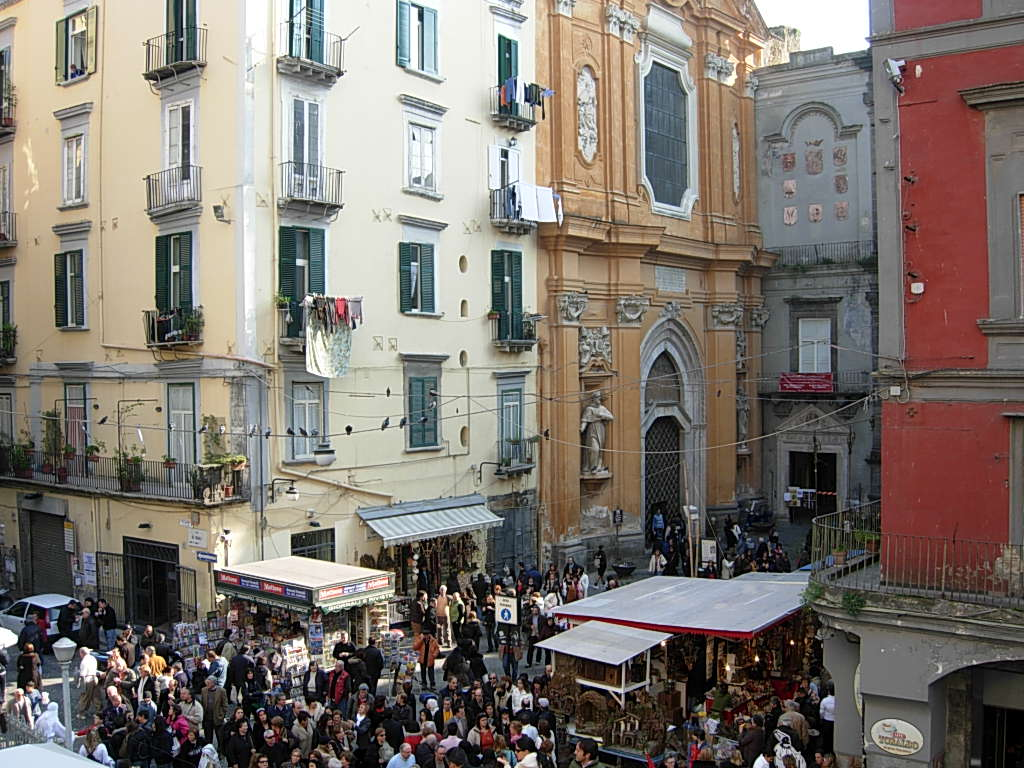
La Piazza San Gaetano, lugar donde se situaba en la época griega el antiguo ágora, al final de la Via San Gregorio Armeno.

El decumano mayor, llamado actualmente Via dei Tribunali, es una calle del centro histórico de Nápoles, Italia. Es, junto con el decumano inferior (Spaccanapoli) y el decumano superior, una de las tres calles más importantes del antiguo urbanismo griego. La calle, la más importante urbanísticamente de las tres, constituye el centro neurálgico de los decumanos de Nápoles.

## Historia
Actualmente el decumano mayor es una de las calles más importantes del centro histórico de Nápoles (declarado en 1995 Patrimonio de la Humanidad) y corresponde a la actual Via dei Tribunali, que sigue completamente el antiguo eje griego.
Debido a que se trata de una calle originaria de la antigua Grecia, sería más oportuno hablar de plateia en lugar de "decumano", denominación de época romana que ha sustituido a la original.
El decumano mayor empieza grosso modo en Port'Alba y la Piazza Bellini (donde están presentes las primeras murallas griegas del centro histórico de Nápoles) continuando por la Via San Pietro a Majella y por la Via dei Tribunali, que se cruza con la Via Duomo y termina en el Castel Capuano. Este último es el motivo por el que la calle se llama desde el siglo XVI Via dei Tribunali: El Castel Capuano asumió a principios del siglo XVI, por voluntad de Don Pedro de Toledo, el papel de tribunal de la ciudad. En el centro de la Via dei Tribunali se puede encontrar la Piazza San Gaetano, donde se situaba en época griega el ágora de la ciudad, que se convirtió en la época romana en el foro. También en esta plaza, como testimonio de esto, están los accesos de la Nápoles subterránea y las excavaciones de la basílica de San Lorenzo Maggiore, que ofrecen importantes restos de la Neapolis griega.
Su recorrido fue duramente desfigurado a la altura de la Piazza Miraglia a finales del siglo XIX con la construcción del antiguo Policlínico, que destruyó una gran cantidad de edificios históricos, en su mayoría claustros, causando daños al extenso patrimonio artístico-arquitectónico que caracteriza la calle.

## Trazado
El decumano se divide en dos tramos:
- Un breve tramo es el constituido por la Via San Pietro a Majella, que empieza en Port'Alba;
- La mayor parte del trazado es la actual Via dei Tribunali, que termina en Forcella, delante del Castel Capuano, después del cruce con la Via Duomo. Las plazas atravesadas por la calle son: Piazzetta Miraglia, Piazza San Gaetano (de la que sale hacia el norte la Via San Gregorio Armeno, el cardo que une el decumano mayor con el inferior), Largo dei Girolamini y Piazza Riario Sforza.

### Edificios
Los edificios más importantes que se encuentran en el decumano son (de oeste a este):
- Iglesia de Santa Maria della Mercede y Sant'Alfonso Maria de' Liguori;
- Complejo de Sant'Antonio delle Monache a Port'Alba;
- Conservatorio de San Pietro a Majella;
- Iglesia de San Pietro a Majella;
- Iglesia de la Croce di Lucca;
- Capilla dei Pontano;
- Iglesia de Santa Maria Maggiore alla Pietrasanta;
- Palazzo Spinelli di Laurino;
- Palazzo Filippo d'Angiò;
- Basílica de San Paolo Maggiore;
- Basílica de San Lorenzo Maggiore;
- Iglesia de Santa Maria delle Anime del Purgatorio ad Arco;
- Iglesia de los Girolamini;
- Iglesia de Santa Maria della Colonna;
- Catedral de Nápoles (en el cruce con la Via Duomo);
- Palazzo Caracciolo di Gioiosa;
- Pio Monte della Misericordia;
- Iglesia de Santa Maria della Pace;
- Iglesia de Santa Maria del Rifugio;
- Iglesia de San Tommaso a Capuana;
- Capilla del Monte dei Poveri;
- Castel Capuano.

### Edificios de culto

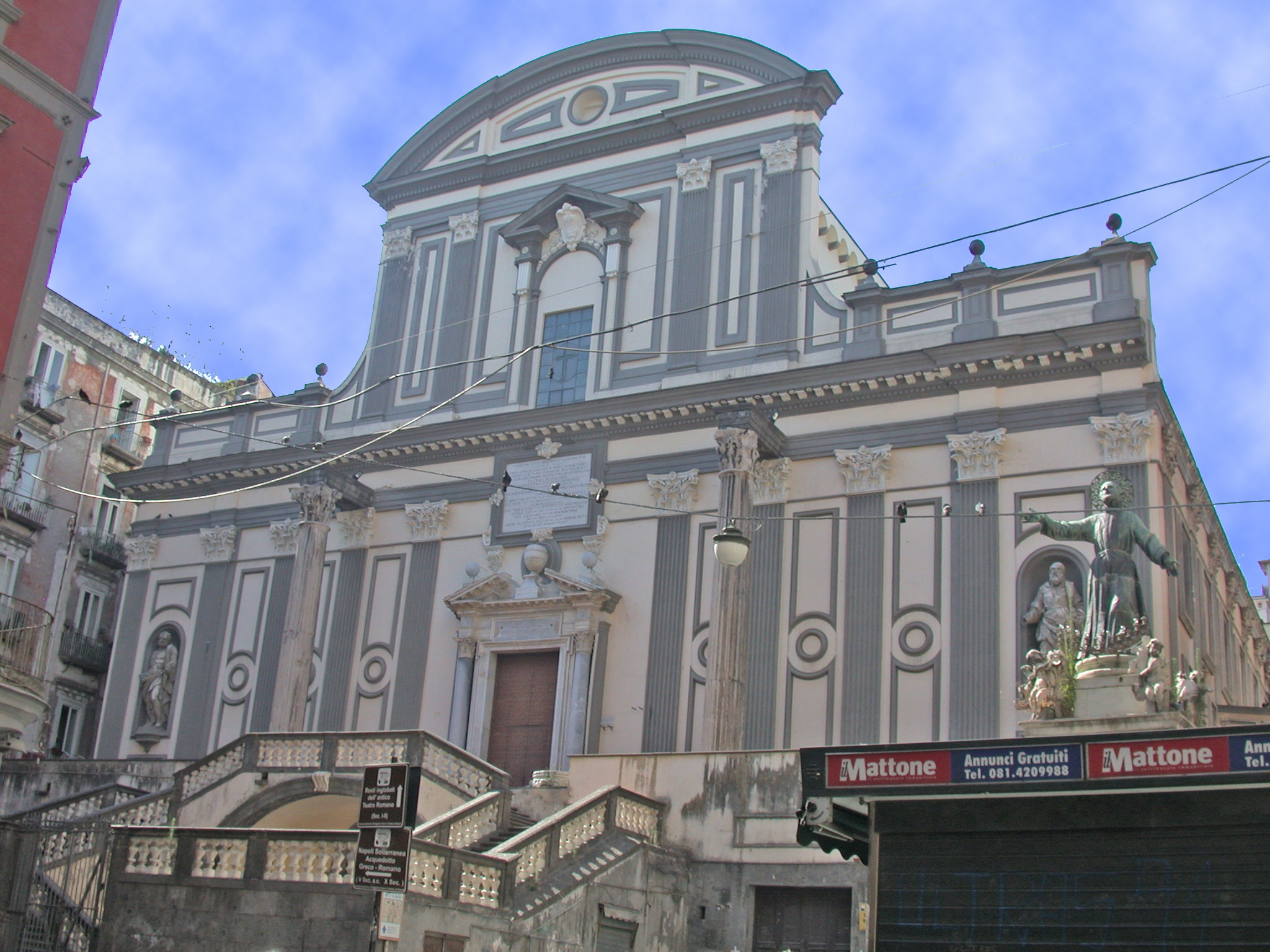
La Basílica di San Paolo Maggiore.

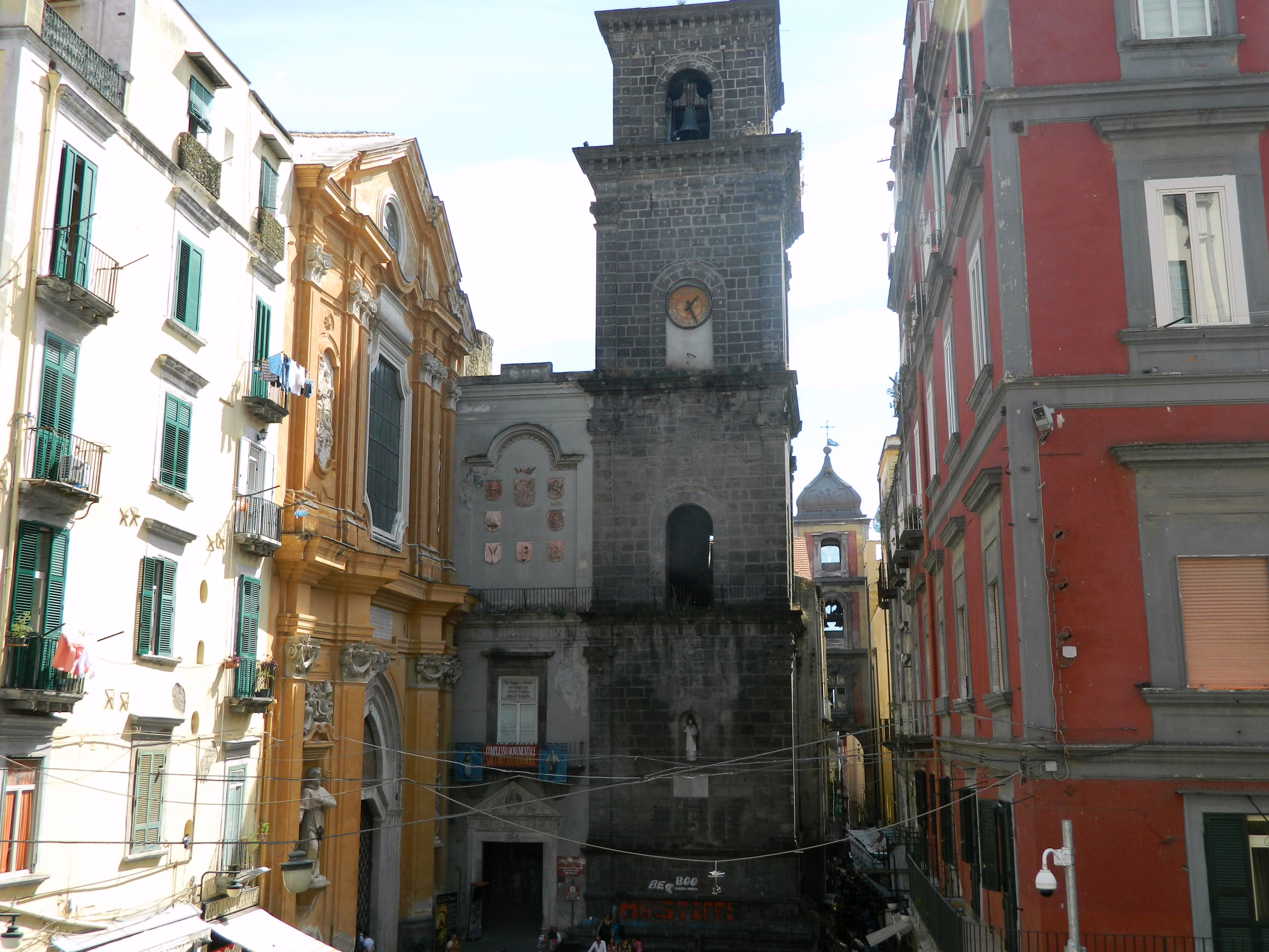
La Basílica di San Lorenzo Maggiore.

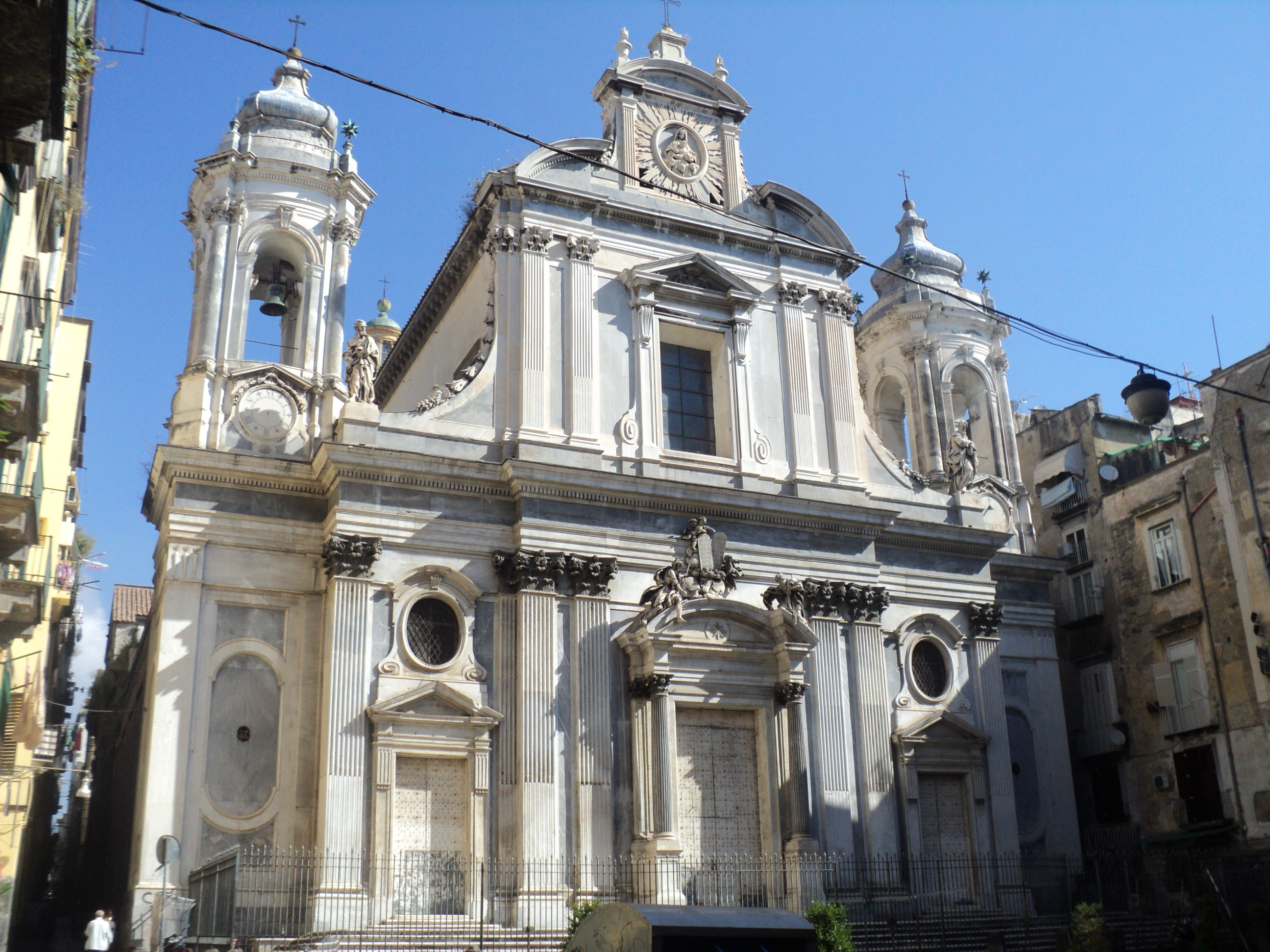
La Iglesia de los Girolamini.

En la Via dei Tribunali hay numerosos edificios de culto de gran importancia. Entre ellos está la Basílica de San Paolo Maggiore, la de San Lorenzo Maggiore y la iglesia de los Girolamini.
Recorriendo la calle de oeste a este, la primera iglesia que se encuentra es la Basílica de San Paolo Maggiore, situada en el lugar donde se erigía antiguamente el Templo de Cástor y Pólux. Edificada a finales del siglo VII en la zona donde se situaba el ágora griega, la basílica tiene tres naves y alberga obras de Stanzione, Vaccaro y Solimena.
Frente a la Basílica de San Paolo Maggiore está la Basílica de San Lorenzo Maggiore, una de las iglesias más antiguas de Nápoles, construida en el siglo XII. La iglesia, definida «templo agraciado y hermoso» por Boccaccio, presenta un ábside único en Italia, proyectado en claro estilo gótico francés.
Más adelante está la Iglesia de los Girolamini que es por motivos históricos, artísticos y culturales, uno de los lugares de culto más importantes de la ciudad. El complejo llega hasta la Catedral de Nápoles y custodia la biblioteca más antigua de la ciudad (segunda en Italia) y una importante galería de arte que expone cuadros de jóvenes artistas del seicento napolitano.

### Obeliscos
- Obelisco di San Gaetano;
- Obelisco di San Gennaro.